# Каганов, Леонид Александрович
Леони́д Алекса́ндрович Кага́нов (род. 21 мая 1972, Москва) — российский писатель-фантаст, поэт и сценарист.

## Биография
Окончил Московский техникум автоматики и телемеханики по специальности «ЭВМ, приборы и устройства». Затем окончил Московский государственный горный университет по специальности САПР (сегодня — Горный институт НИТУ «МИСиС») и факультет психологии МГУ. С 1995 зарабатывает на жизнь литературным трудом и программированием. Член Союза писателей России (1998).
Автор книг, кино- и телесценариев, песен. В качестве сценариста участвовал в создании телевизионных передач «ОСП-Студия» (1996—1999) и других.
Лауреат около десяти литературных премий конвентов фантастики, в том числе премии «Бронзовая улитка» Б. Стругацкого.
С ноября 2007 по июль 2008 Леонид Каганов и Светлана Гудкова вели ежедневную телепередачу «Ленивые будни» на телеканале О2ТВ.
В январе 2012 общественный резонанс получили иронические стихи Каганова на мотив С. Есенина «Прощай, Фобос-грунт!», посвящённые неудаче с запуском российской автоматической станции на Марс, произошедшей 9 ноября 2011. После стихи были перепечатаны в ряде авторитетных изданий.
Многие рассказы Каганова были озвучены Владом Коппом для программы «Модель для сборки».
Является автором нескольких текстов песен Васи Обломова. В 2018 году переехал в Санкт-Петербург .
В 2022 году в своем блоге осудил вторжение России на Украину.

## Повести и романы
- 2016 — «Таблетки» (повесть)[8]
- 2010 — «300 киловоль» (роман)[8]
- 2009 — «Лена Сквоттер и парагон возмездия» (роман)[8]
- 2008 — «Наша Маша и волшебный орех» (роман в соавторстве)[8]
- 2004 — «УХО» (повесть)[8]
- 2002 — «ХАРИЗМА» (роман)[8]
- 2001 — «КОММУТАЦИЯ» (повесть)[8]
- 1998 — «КОМАНДА Д» (роман)[9]

## Книги

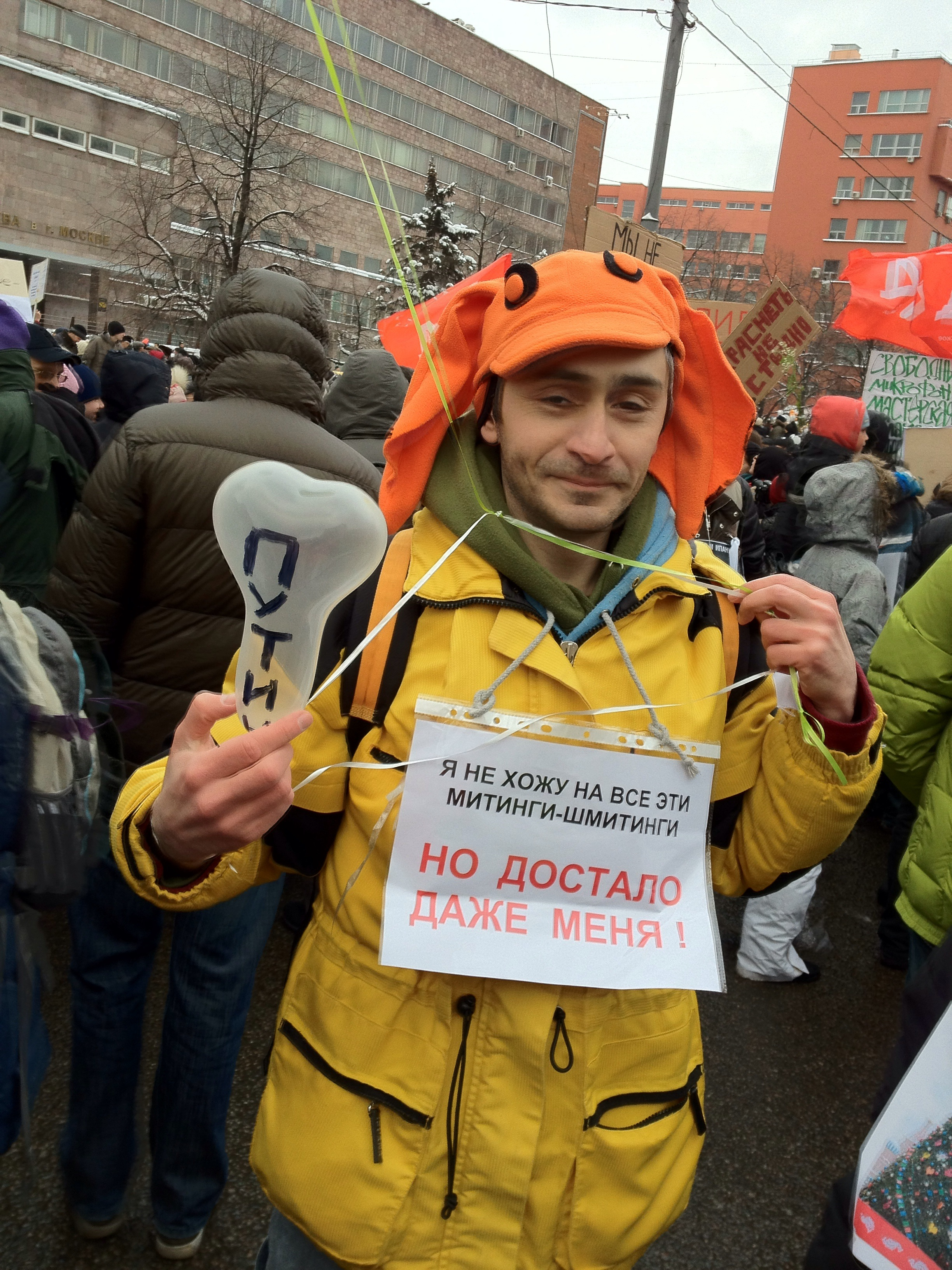
Леонид Каганов на митинге 24 декабря 2011 года

- Каганов Л. А. Коммутация. — М.: АСТ, 2001. — (Звездный Лабиринт). — ISBN 5-17-011016-2.[10]
- Каганов Л. А. Харизма. — М.: АСТ, 2002. — (Звездный лабиринт). — ISBN 5-17-015017-2. — ISBN 978-5-17-015017-5.[11]
- Каганов Л. А. День академика Похеля. — М.: АСТ, 2004. — (Звездный лабиринт). — ISBN 5-17-023022-2.[12]
- Каганов Л. А. Харизма. Коммутация. — М.: АСТ, 2005. — (Звездный лабиринт). — ISBN 5-17-028029-7.[13]
- Каганов Л. А. Эпос хищника. — М.: АСТ, 2006. — (Черная серия). — ISBN 978-5-17-026106-2.[14][15]
- Каганов Л. А. Дай Бог каждому. — М.: АСТ, 2006. — (Черная серия). — ISBN 978-5-17-030309-0.[16]
- Каганов Л. А. Дефицит белка. — М.: АСТ, 2007. — (Черная серия). — ISBN 978-5-17-043850-1.[17]
- Каганов Л. А. Лена Сквоттер и парагон возмездия. — М.: АСТ, 2010. — 382 с. — 7000 экз. — ISBN 978-5-17-063001-1.[18]
- Каганов Л. А. Роман и Лариса. — М.: АСТ, 2010. — 320 с. — 6000 экз. — ISBN 978-5-17-065481-9.[19]

## Участие в сборниках
- «2002». Выпуск 3. Москва: АСТ, 2002. — участие в сборнике
- «Фантастика 2003». Выпуск 1. Москва: АСТ, 2003. — участие в сборнике
- «Фантастика 2003». Выпуск 2. Москва: АСТ, 2003. — участие в сборнике
- «Фантастика 2005». Москва: АСТ, 2005. — участие в сборнике
- «Новые легенды. Азбука-классика», 2006. — участие в сборнике
- «Лучшее за год. Российская фантастика, фэнтези, мистика. Азбука-классика», 2006 — участие в сборнике
- «Лучшее за год 2007. Азбука-классика», 2007. — участие в сборнике
- «Мифы Мегаполиса». Москва: АСТ, ХРАНИТЕЛЬ 2007. — участие в сборнике
- «Фантастика 2008». Москва: АСТ, 2008. — участие в сборнике
- «После апокалипсиса. Азбука-классика», 2009. — участие в сборнике
- «Новые мифы мегаполиса». АСТ, 2011. — участие в сборнике
- «Настоящая фантастика — 2016». Москва: ЭКСМО 2016. — участие в сборнике
- «Спасти человека. Лучшая фантастика 2016». АСТ, 2016. — участие в сборнике
- «Дозор навсегда. Лучшая фантастика — 2018». Москва: АСТ, 2017. — участие в сборнике
- «Беспощадная толерантность». Москва: ЭКСМО 2017. — участие в сборнике
- «Семьи.net». Москва: ЭКСМО 2017. — участие в сборнике
- «Социум. Антология социальной фантастики». — Снежный Ком М, 2018 — участие в сборнике
- «Калибр имеет значение»? Пятый Рим, 2019. — участие в сборнике
- «Территория Дозоров. Лучшая фантастика» — 2019. Москва: АСТ, 2018. — участие в сборнике
- «Время для мага. Лучшая фантастика — 2020». Москва: АСТ, 2018. — участие в сборнике с соавторстве
- «Модель для сборки 20 лет: Юбилейная книга» — участие в сборнике

## Сценарии
- Мультфильм «Бумажки» — автор сценария[20]
- Мультфильм «Наша Маша и волшебный орех» — автор сценария (в соавторстве с Александром Бачило и Игорем Ткаченко)[20]
- Компьютерная игра «Ночной дозор» — автор диалогов[21]
- Мультфильм «Ми-ми-мишки» — автор сценария[20]
- Мультфильм «Пластилинки. Музыкальные инструменты» — автор сценария[20]
- Мультфильм «Хомячок Фрош: Друзья в поисках клада» — совместно с Вадимом Свешниковым
- Мультфильм «Пластилинки. Зверушки» — совместно с Олегом Козыревым
- Мультфильм «Пластилинки. Растения» — совместно с Олегом Козыревым

## Озвучка
- Мультфильм «Монстры на каникулах 2» — Кексик[22]

## Песни
- Вася Обломов «Повезло, что был у нас WiFi», автор текста[23]
- Вася Обломов «Начальник», автор текста[23]
- Вася Обломов «Поганенький у нас народ», автор текста[23]
- Вася Обломов «Пора валить», автор текста[23]
- Вася Обломов «Письмо Санте», автор текста[23]
- Вася Обломов «Национальная идея», автор текста[23]
- Вася Обломов «Теперь далеко отсюда», автор текста[24]
- Вася Обломов «Америка нам снова друг», автор текста[25]
- Александр Пушной «Доктор Штопор» («Штопор жжот»), автор текста[23]

## Награды и премии
- 2013 — «Лучший дебют» на Евроконе / EuroCon (ESFS Awards). За повесть «Магия»[26]
- 2012 — «Малая филигрань» на «Филиграни». За повесть «Магия»[27]
- 2012 — «Чаша бастиона» на «Бастконе». За повесть «Магия»[28]
- 2012 — «Иван Калита» на «Бастконе». За повесть «Магия»[28]
- 2012 — «Сверхкороткий рассказ» на «Интерпрессконе», за рассказ «Письмо счастья»[29]
- 2010 — Премия «Nordklinge» («Северный клинок») за статью «Микки Маус и православие головного мозга»[30]
- 2008 — «Бронзовый РосКон». За рассказ «Чёрная кровь Трансильвании»[31]
- 2007 — «Серебряный РосКон». За рассказ «Майор Богдамир спасает деньги»[32]
- 2006 — «Бронзовый РосКон». За рассказ «День сверчка»[33]
- 2004 — «Итоги года» журнала «Мир фантастики» за лучший отечественный авторский сборник «День академика Похеля»[34]
- 2004 — «Бронзовый РосКон». За рассказ «Хомка»[35]
- 2004 — «Странник». За рассказ «Хомка»[36]
- 2004 — «Бронзовая улитка». За рассказ «Хомка»[37]
- 2004 — «Интерпресскон». За рассказ «Хомка»[38]
- 2003 — «Странник». За рассказ «Эпос хищника»[39]
- 2002 — «Старт» на «Аэлите». За повесть «Коммутация»[40]
- 2002 — Лучшая дебютная книга (награда «Золотой кадуцей») на фестивале «Звёздный мост». За повесть «Коммутация»[41]
- 2002 — Дебютная книга на «Интерпрессконе». За повесть «Коммутация»[42]
- 2002 — «Рваная грелка, осень 2002». За рассказ «Любовь Джонни Кима»[43]
- 2001 — «Рваная грелка, осень 2001». За рассказ «Летящие в пустоту»[44]

## Сетевая деятельность
Известен в Рунете под псевдонимом «LLeo».
- Авторский сайт. C 1996 года сайт располагался по адресу http://lleo.aha.ru, но в мае 2011 года он был закрыт провайдером «Зенон Н. С. П.», однако провайдер позволил скопировать содержимое, после чего сайт был перенесен на зарубежный хостинг со сменой имени на http://lleo.me[45].
- hultura.ru — совместный проект с Андреем Бочаровым, Евгением Шестаковым и Алексом Янгом[46]; в настоящее время закрыт, доменное имя перешло к сквоттерам.
- natribu.org — «официальный сайт символического направления». По словам Леонида Каганова, ему уже не принадлежит[47]. C 1 августа 2019 года доступ к сайту ограничен Роскомнадзором на основании решения Октябрьского районного суда г. Тамбова: «Судом установлено и стороной административного истца подтверждено, <…>, что на странице сайта с URL- адресом http://natribu.org размещена информация содержащая нецензурную брань»[48].